# 최후의 인간

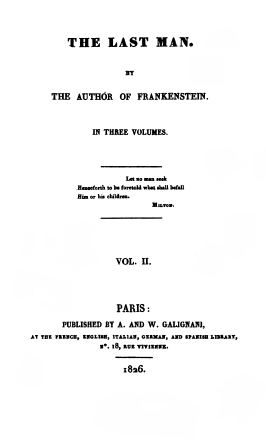
표지

《최후의 인간(The Last Man)》은 1826년 2월에 메리 셸리에 의해서 쓰여진 21세기말을 무대로 한 장편소설이다. 저자의 아는 사람을 모델로 한 인물이 등장하는 반자전적 소설이기도 하다. 당시는 혹평되어 재평가를 받은 것은 1960년대가 되고 나서였다.

## 개요
1818년, 작자인 메리 셸리는 없어진 시빌라의 책의 단편을 우연히 나폴리 근교에서 발견한다. 거기에 쓰여져 있던 미래의 인류의 운명에 관한 기술을 일인칭 시점에서 다시 말한 것이 본편이라는 설정이 되고 있다.
21세기말, 주인공 라이오넬은 에이드리안이나 레이몬드 경과 알게 되어, 교류가 깊어지고 있었다. 바로 그 때, 그리스·터키 전쟁이 일어나, 레이몬드 경은 그리스측의 지휘관으로서 싸워, 그리스를 승리로 이끌었다. 그러나 그 후, 레이몬드 경은 급사한다.
그 무렵부터 수수께끼의 역병이 퍼지기 시작했다. 이 역병은 인간을 죽음에 이르게 하지만, 다른 동식물에는 일절 피해가 없는 기묘한 것이었다.
역병에 의해서 인구는 격감했다. 에이드리안은 남은 인류의 지도자로서 활약하지만 역병의 맹위는 멈추지 않고, 영국을 버리고 남쪽으로 도망치기 위해서 프랑스·스위스·이탈리아로 이동하지만, 마침내 남은 것은 라이오넬, 에이드리안, 레이몬드 경의 딸의 세 명 뿐이었다.
세 명은 그리스에 건너가려 아드리아 해를 항해하던 중에 폭풍우에 휩쓸려 라이오넬 홀로 살아남는다. 라이오넬은 최후의 인간(The Last Man)이 되어, 지금까지의 기록을 쓴다.
그것이 우연히 발견된 시빌라의 책이었다.

## 모델이 된 인물
주인공 라이오넬 바니의 모델은 저자 메리 셸리다.
또, 주인공의 친구 에이드리안은 남편 퍼시 비시 셸리, 에이드리안과 주인공의 공통의 친구인 레이몬드경은 바이론을 모델로 하고 있다.
사실에서는 바이론은 그리스 독립전쟁 안에 병사, 셸리는 요트의 사고로 익사, 메리는 아들 파시 후로렌스와 함께 남겨졌다. 소설의 인물들도 이에 유사한 전개를 맞이하고 있다.
자세한 것은 그들의 생애를 참조.

## 참고 문헌
- 《최후의 인간》 메리 셸리 저 김하나 역 아고라 (2014) ISBN 978-89-92055-45-1

## 같이 보기
- 시빌라의 책
- 종말물